# Pere Milà i Camps
Pere Milà i Camps (Barcelona, 25 de juny de 1873- 22 de febrer de 1940) fou un advocat, industrial i polític català, fill de Pere Milà i Pi i cosí de Josep Maria Milà i Camps.
Era empresari de la plaça de braus La Monumental de Barcelona i organitzà la primera cursa de cotxes de Barcelona. Amb la seva esposa, Roser Segimon i Artells (que era vídua de Josep Guardiola i Grau) van encarregar a l'arquitecte Antoni Gaudí la construcció de la Casa Milà (La Pedrera). Fou elegit diputat per Solsona a les eleccions generals espanyoles de 1907 per la Solidaritat Catalana i com a monàrquic independent a les eleccions generals espanyoles de 1910 i 1914.
Pere Milà, va evolucionar de la Lliga als partits tradicionals fins a donar suport al dictador, Miguel Primo de Rivera, va publicar el 1931, sense signar, anònimament, el llibre Perogrullo, diputado constituyente on, al llarg de setanta-set planes, exposava les seves teories polítiques: supressió del sufragi universal, animadversió a l'Estatut d'Autonomia, elogi de la dictadura, crítiques a Francesc Cambó…
Durant la guerra civil la plaça de toros havia acollit, els primers temps, mítings de dirigents republicans. Les escasses curses de braus s'havien fet a les Arenes, fins que la Direcció General de Seguretat les havia prohibit.
Durant la segona meitat de la guerra, la Monumental havia esdevingut un garatge i magatzem de ferralla, i se n'havien tret part dels bancs de fusta per construir unes rampes de ciment per les quals circulaven els vehicles. A més els Milà varen haver de fugir i el seu pis de la Pedrera va ser ocupat pel govern de la Generalitat de Catalunya.